# 福成镇 (汉中市)
福成镇，是中华人民共和国陕西省汉中市南郑区下辖的一个乡镇级行政单位。2011年，汉中市人民政府向陕西省人民政府申请，将南郑县的福成乡和白玉乡，组成新的福成镇。时下辖19个村，总面积244.72平方公里，总人口7645人。仍以福成乡政府驻地——程家坝为政府驻地。

## 行政区划
福成镇下辖以下地区：
程家坝村、大营村、莲花村、芭蕉坪村、田家营村、底坪村、明三湾村、元坝村、东玉村、何伍岭村、聂家湾村、中营村、红岩村、红椿坝村、元坪村和东玉河村。